# Inandnings-jo
Ett inandnings-jo är ett ljud som används ungefär som "ja" eller "jo". Den kan beskrivas som en rundad bilabial approximant med inåtgående lungluft. Man får fram ljudet genom att säga "jo", utan att använda stämbanden, samtidigt som man snabbt andas in och putar lite med läpparna. Uttrycket är vanligast i de flesta norrländska mål, men förekommer även på andra håll i Sverige samt i finlandssvenskan, åländskan och finskan.

## I skriftspråk
Ljudet, eller ordet, saknar formell metod att uttrycka i skrift, men ett flertal varianter förekommer. Inom samtalsforskningen används metoden att sätta en punkt framför repliken ifall den uttalas på inandning:
```
Person A: Skall du gå på banken?
Person B: .jo.
```

Ibland används inandningsvarianten "jo" i skrift för att beteckna ljudet. Andra varianter, som "schu", "schoo", "schwwp", "schvuu", "schuu", "schuup", "schoup", "schyyp" m.fl. förekommer också.

## I talspråk
Inandnings-jo används oftast som en kraftlösare variant av "ja". Dels som en bekräftelse av vad någon annan person har sagt, men samtidigt för att signalera att man inte planerat säga något mer om den saken för stunden. Den kan användas för att avsluta en konversation, eller för att på ett diskret sätt visa en berättare att man lyssnar, håller med och vill att denne skall fortsätta.